# Affäre Gauland
Die Affäre Gauland war eine politische Affäre im Bundesland Hessen, die durch eine umstrittene Versetzungsentscheidung des damaligen CDU-Staatssekretärs und späteren AfD-Partei- und Fraktionsvorsitzenden Alexander Gauland ausgelöst wurde. Die Frankfurter Allgemeine Zeitung begleitete die Affäre im Zeitraum von 1988 bis 1992 ausführlich. Der Schriftsteller Martin Walser verarbeitete später die Vorgänge in seinem im Suhrkamp Verlag erschienenen Schlüsselroman Finks Krieg (1996).

## Name
Aus historischer Sicht steht Alexander Gauland im Mittelpunkt der Affäre. Martin Walser spricht von der Affäre Gauland. Je nach Sichtweise und Schwerpunkt der Berichterstattung fanden jedoch auch andere Versionen Anwendung: Die Publizistik spricht alternativ vom Fall Gauland, gelegentlich wird vom Fall Wirtz, vom Fall Gauland/Wirtz oder von der Affäre Egerter-Gauland berichtet.

## Verlauf der Affäre

### Versetzung von Wirtz
Anfang 1989 hatte der Leiter der Hessischen Staatskanzlei, Staatssekretär Alexander Gauland (damals CDU, heute AfD), den Leitenden Ministerialrat Rudolf Wirtz (SPD), langjähriger Leiter der Verbindungsstelle zwischen Landesregierung und Kirchen, gegen dessen Willen versetzt. Gauland begründete seine Entscheidung damit, dass Kirchenvertreter mit Wirtz’ Amtsführung nicht einverstanden gewesen seien.

### Juristische Betrachtung

#### Verwaltungsprozesse durch zwei Instanzen
Dagegen klagte Wirtz in Eilverfahren vor dem Verwaltungsgericht Wiesbaden. Zunächst ging es in einer Konkurrentenklage gegen die Neubesetzung der zu einer Abteilungsleiterstelle umfunktionierten Position (von Besoldungsordnung B3 auf B6), ohne eine Auswahl getroffen zu haben. Im Anschluss wehrte sich Wirtz erfolgreich gegen die Änderung der Organisationsform. Die Richter führten aus, dass „parteipolitische Verdienste [...] bei der Postenschaffung keine Rolle spielen“ dürften.
Der Hessische Verwaltungsgerichtshof in Kassel entschied in zweiter Instanz allerdings zugunsten Gaulands und der Hessischen Landesregierung. Gauland versicherte mehrmals an Eides statt, dass „Vertreter der Kirchen und Religionsgemeinschaften [...] Vorbehalte hinsichtlich der Persönlichkeit und des Verhaltens“ von Wirtz geäußert hätten. Er nannte aber keine Namen, da die Bekanntmachung „dem Wohl des Landes Nachteile bereiten“ würde. Konkret verweigerte die Staatskanzlei dem Rechtsbeistand von Wirtz mit Verweis auf § 99 Abs. 1 VwGO die Akteneinsicht.

#### Strafrechtliche Ermittlungen gegen Gauland
Nach dem Verwaltungsverfahren zeigte Wirtz den Staatssekretär Gauland „wegen Verdachts der Abgabe einer falschen eidesstattlichen Versicherung“ an. Mehrmonatige strafrechtliche Ermittlungen der Wiesbadener Staatsanwaltschaft führten 1992 zur Einstellung des Verfahrens. Wirtz einigte sich in der Zeit mit der neuen Landesregierung. Auch eine Überprüfung durch die Generalstaatsanwaltschaft auf Veranlassung der hessischen Justizministerin, Christine Hohmann-Dennhardt (SPD), brachte keine neuen Erkenntnisse.

### Politische Auseinandersetzung

#### Personalie Egerter
Im Sommer 1990 forderte die Opposition unter Führung von Ernst Welteke (SPD) und Joschka Fischer (Grüne) im Hessischen Landtag die Entlassung Gaulands. Diese wurde durch die Landesregierung Wallmann abgelehnt. Man witterte eine „Rufmordkampagne“.
Umstritten war zudem die Personalie Wolfgang Egerter, wissenschaftlicher Mitarbeiter der CDU-Fraktion und seit 1987 Bundesverdienstkreuzträger (überreicht durch Ministerpräsident Wallmann), der anstelle von Wirtz Kirchenkoordinator werden sollte. Die Opposition sah darin einen „schwarzen Filz“, auch Kirchenvertreter gingen nicht konform mit den Vorgängen. Insbesondere die extrem rechte Vergangenheit von Egerter in Form der Mitgliedschaft und seiner Funktionen im völkischen sudetendeutschen Witikobund wurden kontrovers in Medien, Politik und Glaubensgemeinschaften diskutiert. So sagte Fischer, Egerter sei „ein bräunlich schimmernder CDU-Spezi“. Ignatz Bubis, Vorsitzender der Jüdischen Gemeinde Frankfurt am Main und Mitglied des Direktoriums des Zentralrates der Juden in Deutschland, verhinderte – wie sich die Wochenzeitung Die Zeit ausdrückte – Egerter als Koordinator in Hessen. Dieser wurde schließlich Staatssekretär in Thüringen unter Ministerpräsident Bernhard Vogel (CDU).

#### Rehabilitation
Nach der Landtagswahl in Hessen 1991 wurde Wirtz durch den neuen Staatskanzleichef Hans Joachim Suchan (SPD) rehabilitiert und 1992 erneut in sein altes Amt bestellt. Das Land Hessen übernahm die Prozesskosten, es wurde Stillschweigen vereinbart und eine Entschädigung ausgehandelt. Joschka Fischer, Stellvertreter des Ministerpräsidenten, Umweltminister und Staatsminister für Bundesangelegenheiten, entschuldigte sich 1994 und die CDU nahm ihre damaligen Anschuldigungen gegen Wirtz zurück.
Es folgten noch eine Anfrage der CDU- und ein Berichtsantrag der FDP-Fraktion. Ein eingesetzter Petitionsausschuss des Hessischen Landtags unter der Leitung von Christoph Greiff (CDU) stellte 1995 öffentlich fest, dass Wirtz zu Unrecht entlassen wurde.

### Rolle der Kirchen

#### Verhältnis zu Wirtz
Unklar war, inwieweit der damalige Limburger Bischof Franz Kamphaus bezüglich seiner Ablehnung des Theologiestudienganges an der Universität Frankfurt am Main in Wirtz keinen verlässlichen Partner gefunden hatte. Außerdem stand im Raum, dass der Rektor der von den Jesuiten getragenen Theologischen Hochschule Sankt Georgen in Frankfurt am Main, Pater Ludwig Bertsch, Kritik geäußert hatte. Würdenträger der katholischen Kirche im Bistum Limburg hielten sich lange bedeckt. Durch die Ermittlungen wurde zunächst bestätigt, dass es die im Raum stehenden Vorbehalte gegen Wirtz sowohl von katholischer als auch evangelischer Seite gab. Diese habe es allerdings lediglich bezüglich des Studienganges gegeben, wie später gegenüber dem Staatssekretär im Hessischen Ministerium für Wissenschaft und Kunst, Hermann Kleinstück (FDP), erklärt wurde.

#### Entscheidung des Bundesverwaltungsgerichts
Ursprünglich wurden an der Universität Frankfurt am Main nur Religionslehrer im bikonfessionellen Fachbereich Religionswissenschaften ausgebildet. Veränderungen führten zur Involvierung der Deutschen Bischofskonferenz und zu Streitigkeiten zwischen Staat und Kirche. Der Limburger Bischof klagte gegen das Land Hessen, das den Diplomstudiengang „Katholische Theologie“ über das Hessische Wissenschaftsministerium mit Hans Krollmann (SPD) an der Spitze per Erlass eingerichtet hatte. Wirtz war seinerzeit mit der Umsetzung der bekenntnisgebundenen Theologenausbildung betraut. Nach dem erstinstanzlichen Urteil des Verwaltungsgerichts Wiesbaden (1990) und dem Berufungsurteil des Hessischen Verwaltungsgerichtshofs (1994) entschied 1996 das Bundesverwaltungsgericht (BVerwG), dass der Studiengang, in dem Volltheologen ausgebildet werden sollten, nicht ohne Einverständnis der katholischen Kirche betrieben werden könne. Das BVerwG wies damit die Revision des hessischen Wissenschaftsministers und der Frankfurter Universität zurück. In der Begründung hieß es, dass sowohl die Wissenschaftsfreiheit (Art. 5 III GG) auf Seiten des Staates als auch das kirchliche Selbstbestimmungsrecht (Art. 140 GG und Art. 137 III WRV) auf Seiten der Kirche in Einklang zu bringen seien.

#### Kritik am Schweigen
Der Siegener Theologe Martin Stöhr, Präsident des Internationalen Rats der Christen und Juden, kritisierte 1992 die Kirchen für ihr Schweigen im Fall Gauland. Stöhr führte aus: „Der Fall Egerter war ein öffentlicher Skandal. Hier testete ein Politiker [Alexander Gauland], wie weit man in den letzten Jahren den Bogen nach rechts schlagen kann, ohne auf öffentlichen, das heißt auch auf kirchlichen Widerstand zu stoßen. Man kann weit gehen, zu weit wie heute mit Entsetzen zu sehen ist.“
Der Dachverband freier Weltanschauungsgemeinschaften konstatierte: „Über sechs Jahre hat es der Limburger katholische Bischof Prof. Dr. Kamphaus im Fall Gauland wider besseres Wissen schweigend hingenommen, daß die Hessische Staatskanzlei einen bis dahin angesehenen Beamten in der Öffentlichkeit verunglimpfen ließ [...] unter dem Druck einer Anfrage des Petitionsausschusses des Hessischen Landtages mußte der Bischof in diesen Tagen öffentlich dementieren.“

## Literarische Verarbeitung
Wirtz ließ später dem Schriftsteller Martin Walser seine gesammelten Unterlagen zukommen, der die Affäre als Grundlage für den Schlüsselroman Finks Krieg nahm. Er arbeitete daran mehrere Jahre, bis er 1996 im Suhrkamp Verlag erschien.

## Archivierung des Falls
Verschiedene Aktenordner gingen an die Humboldt-Universität zu Berlin und die Universität Frankfurt am Main.
Eine Dokumentation zur Affäre Egerter-Gauland in Form von Gerichtsakten befindet sich heute im Nachlassbestand des Staatskirchenrechtlers Erwin Fischer beim Institut für Zeitgeschichte München (IfZ).